# Chevy Chase Section Three
Chevy Chase Section Three és una població dels Estats Units a l'estat de Maryland. Originalment estava organitzada com un districte tributari especial l'any 1916, i més tard s'incorporà com a població l'any 1982. Segons el cens del 2000 tenia 773 habitants.

## Demografia
Segons el cens del 2000, Chevy Chase Section Three tenia 773 habitants, 272 habitatges, i 221 famílies. La densitat de població era de 2.713,2 habitants per km².
Dels 272 habitatges en un 46% hi vivien nens de menys de 18 anys, en un 74,6% hi vivien parelles casades, en un 5,1% dones solteres, i en un 18,4% no eren unitats familiars. En el 16,5% dels habitatges hi vivien persones soles el 10,3% de les quals corresponia a persones de 65 anys o més que vivien soles. El nombre mitjà de persones vivint en cada habitatge era de 2,84 i el nombre mitjà de persones que vivien en cada família era de 3,18.
Per edats la població es repartia de la següent manera: un 29,9% tenia menys de 18 anys, un 3% entre 18 i 24, un 24,2% entre 25 i 44, un 29% de 45 a 60 i un 14% 65 anys o més.
L'edat mediana era de 41 anys. Per cada 100 dones de 18 o més anys hi havia 87,5 homes.
La renda mediana per habitatge era de 150.000 $ i la renda mediana per família de 162.659 $. Els homes tenien una renda mediana de 100.000 $ mentre que les dones 60.313 $. La renda per capita de la població era de 76.392 $. Entorn del 0,9% de les famílies i l'1,3% de la població estaven per davall del llindar de pobresa.

## Poblacions més properes
El següent diagrama mostra les poblacions més properes.